# Wrinehill
Wrinehill, ook Checkley cum Wrinehill genoemd, is een Engels dorp in het noordwesten van Staffordshire, aan de grens met Cheshire in de Borough of Newcastle-under-Lyme. Lange tijd werd het door de twee graafschappen betwist, maar in 1965 kwam het dan toch officieel bij Staffordshire.
De plaats heeft twee opmerkelijke en beschermde gebouwen: het half-houten "Old Medicine House" uit het begin van de 16e eeuw en het "Wrinehill Summer House" van rond 1700.